# Football Supporters Europe
Football Supporters Europe (FSE) è un network europeo di tifosi formalmente costituito come organizzazione non a scopo di lucro con membri in 48 paesi aderenti alla UEFA. Fondata nel 2008 durante il primo Congresso dei Tifosi Europei, questa organizzazione è consultata da istituzioni come l'UEFA, il Consiglio Europeo o la EPFL (European Professional Football Leagues), un'associazione che rappresenta le leghe di calcio professionistico in Europa,, sui temi collegati ai tifosi.

## Storia
Le origini di FSE sono da individuarsi nella collaborazione internazionale tra varie organizzazioni che, riunite sotto la sigla Football Supporters International, operavano per fornire servizi di consulenza, informazione e supporto, noti come “Fans' Embassies”, ai tifosi delle rappresentative nazionali e in occasione delle grandi competizioni continentali e mondiali.
Ma la storia più recente di FSE, quella da cui deriva la sua forma attuale, prende il via nel luglio 2008, quando l'associazione dei tifosi britannici Football Supporters' Federation (FSF) ospita a Londra la prima Congresso dei Tifosi di Calcio Europei (EFFC).
Durante questa riunione, che si svolgeva nell'Emirates Stadium dell'Arsenal, furono organizzati dei dibattiti sui problemi incontrati dai tifosi di calcio in Europa e l'evento diede l'impulso decisivo allo futuro sviluppo del network. La seconda Assemblea dei Tifosi di Calcio fu organizzata ad Amburgo l'anno dopo. Oltre a dei workshops su temi come la discriminazione, il controllo della polizia, gli orari delle partite e la commercializzazione del calcio, lo statuto dell'organizzazione fu approvato e il network fu così formalmente costituito.

## Struttura
Gli aderenti a FSE sono tifosi di calcio individuali come anche organizzazioni o iniziative locali, nazionali e transnazional in quarantadue paesi diversi. Secondo le sue affermazioni, FSE rappresenterebbe circa 3 milioni di tifosi di calcio e sarebbe perciò l'organizzazione di tifosi più grande nel mondo.
L'organismo più alto dell'organizzazione è il "Congresso Annuale dei Membri di FSE". Ha luogo ogni anno nell'ambito dell'Assemblea dei Tifosi di Calcio (EFFC). I membri votano per determinare gli scopi, gli obiettivi e le future del network, approvano le modifiche allo statuto ed eleggono i membri del consiglio direttivo per l'anno a venire.
Il consiglio direttivo è composto dal coordinamento di FSE, dai direttori dei "dipartimenti" specifici e dai membri eletti. I membri del consiglio direttivo sono responsabili della gestione generale dell'organizzazione. Prendono le decisioni importanti, sviluppano delle attività con i membri di base e rappresentano FSE durante diverse azioni, eventi e riunioni come l'incontro annuale con il presidente dell'UEFA a Nyon in Svizzera.
La sede del centro di coordinamento centrale si trova ad Amburgo in Germania. Gli impiegati e stagisti coordinano qui le diverse iniziative e divisioni del network; sono inoltre responsabili della gestione e dell'organizzazione generale di FSE (contabilità, affari legali, comunicazione interna e esterna ecc.). Il coordinamento di FSE è nominato dal consiglio direttivo.
I dipartimenti (come per esempio il dipartimento anti-discriminazione o le fans' embassies) si concentrano su temi particolari. Si costituiscono in network o organismi semi-autonomi che elaborano progetti pertinenti per i tifosi sotto la supervisione di FSE. Ogni dipartimento nomina un direttore che lo rappresenta presso il consiglio direttivo.

## Principi fondanti
Per diventare membro di FSE è richiesto il sostegno attivo dei quattro "principi fondanti" dell'organizzazione:
- Rifiuto di ogni forma di discriminazione (razza, disabilità, religione, genere, orientamento sessuale ed età).
- Rifiuto della violenza (verbale e fisica).
- Trasferimento di potere ai tifosi di base[10].
- La promozione di una cultura del calcio e di una cultura del tifo positive, fondate su valori quali fair play e onestà di gestione.

## Esempi di attività

### Congresso dei Tifosi di Calcio Europei (EFFC)
Congresso dei Tifosi di Calcio Europei (EFFC - European Football Fan Congress) è organizzata da FSE con i suoi membri locali e altri gruppi di tifosi della città ospitante per affrontare i problemi incontrati dai tifosi. Il dialogo con i tifosi, l'autoregolazione e la cultura del tifo sono promossi tramite laboratori di discussione, tavole rotonde e altri dibattiti tra i tifosi e i rappresentanti delle istituzioni del calcio e delle istituzioni politiche. L'assemblea ha luogo ogni anno in una città diversa: nel 2008 a Londra, nel 2009 a Amburgo, nel 2010 a Barcellona, nel 2011 a Copenaghen, nel 2012 a Istanbul e nel 2013 a Amsterdam con la partecipazione di Gianni Infantino, il segretario generale UEFA.

### Manuale sulle carte dei diritti e dei doveri dei tifosi
Secondo la definizione data da istituzioni come la Commissione europea o il Consiglio Europeo, le "supporters' charters" sono accordi congiunti tra le squadre, le federazioni gioco calcio e i tifosi che determinano i loro diritti e doveri reciproci. I risultati di questa trattativa vengono messi per iscritto in una "carta dei diritti e dei doveri dei tifosi" che è regolarmente rivista dopo la sua adozione. Queste carte sono perciò concepite per essere uno strumento di dialogo sociale con l'obiettivo di prevenire le tensioni tra le squadre e i tifosi così come i comportamenti anti-sociali negli stadi.
Un manuale sulle carte dei diritti e dei doveri dei tifosi fu sviluppato da FSE (di sua iniziativa) con le istituzioni del calcio europeo, le federazioni e le leghe nazionali di calcio, l'associazione mondiale dei calciatori professionisti FIFPro e i rappresentanti dei tifosi (membri di FSE) e delle istituzioni politiche. Secondo Jo Vanhecke, il dirigente del Comitato Permanente sulla Violenza degli Spettatori del Consiglio Europeo, il "processo che ha condotto a l'edizione di questo manuale era in sé un'innovazione. Tutti gli attori hanno potuto partecipare e dibattere del contenuto in un dialogo aperto, fondato sui principi del mutuo rispetto e dell'uguaglianza tra gli interlocutori". La versione finale di quel documento fu concepita come uno strumento per le squadre e i tifosi, e ricevette il sostegno del commissario europeo per l'educazione e la cultura, Androulla Vassiliou, e del presidente della UEFA Michel Platini.
Il manuale è stato lanciato il 3 giugno 2013 a Vienna nell'ambito del seminario del progetto "ProSupporters". Questa pubblicazione, sostenuta dalle istituzioni europee, è disponibile in cinque lingue in copia cartacea e si può scaricare dal sito di FSE.

### Il Fondo di Azione di FSE per i Tifosi
Lanciato nel 2012, il Fondo di Azione di FSE per i Tifosi ha per obiettivo il sostegno finanziario alle iniziative e ai progetti a favore dei tifosi, grazie al guadagno di un negozio online.

### Fans' Embassies per le partite internazionali
Il concetto di Fans' Embassy (o Ambasciata dei Tifosi) risale all'insieme di servizi forniti ai tifosi di Inghilterra e Germania ai Campionati Mondiali del 1990 in Italia, e si è sviluppato in seguito attraverso i vari tornei. Secondo il sito di FSE, "con il termine Fans' Embassy si vuole definire un insieme di servizi di consulenza, informazione e sostegno dedicato ai tifosi che si recano all'estero per un incontro in trasferta o per un torneo internazionale". Il dipartimento "Fans' Embassies" attualmente sta sviluppando una app per smartphone per fornire queste informazioni ai tifosi sulla base dei contributi dei membri di FSE e di altri tifosi europei.

### Giornate di mobilitazione negli stadi
A due riprese, FSE ha iniziato delle "giornate di mobilitazione negli stadi" su temi considerati come importanti per i tifosi. Il motto delle prime giornate di mobilitazione era "Our Game - Our time" (Il nostro gioco, il nostro tempo). Invitavano i tifosi europei a organizzare degli eventi visibili e delle coreografie negli stadi per mostrare il loro sostegno per gli orari "fan friendly" che gli permetterebbero di assistere a tutte le partite. Queste giornate di mobilitazione ebbero luogo nel 2010.
Le seconde giornate di mobilitazione europee ebbero luogo a Maggio 2011 con il motto "Save Fan Culture!" (Salviamo la cultura del tifo!). Riguardavano principalmente il problema delle misure di sicurezza che i tifosi europei (secondo i testimoni che raccoglievano i rappresentanti di FSE) consideravano spesso come sproporzionate e troppo restrittive.
Le giornate d'azione europee promosse da FSE ricevettero il sostegno di diversi gruppi e iniziative di tifosi in 10 paesi diversi. Questi ultimi iscrissero i loro nomi sulla lista dei partecipanti poi organizzarono delle azioni nei loro stadi nell'ambito delle giornate di campionato.
Nel 2010, in Svezia, la campagna "Our Game - Our Time" fu particolarmente sostenuta dai tifosi svedesi, talmente tanto che la Federazione Svedese Gioco Calcio gli propose di consultarli durante l'elaborazione del calendario e degli orari.

### Fanzine – Revive the Roar!
FSE pubblica un fanzine annuale, "Revive the Roar!". Nel 2016, 6 edizioni sono uscite, tra cui una guida alla comunicazione con i media e dei consigli giuridici per i tifosi.

### Lobbying istituzionale
FSE interagisce con diverse istituzioni (specialmente a livello europeo) per rappresentare il punto di vista dei tifosi nell'ambito del processo di decisione istituzionale.
Dal 2009, FSE ha uno status di osservatore nel comitato permanente sulla violenza dei spettatori e i comportamenti riprovevoli durante eventi sportivi (T-RV) del Consiglio europeo. Nel 2012, FSE è stata invitata, dalla Commissione europea, alle riunioni del Gruppo di Esperti dell'UE sul "Buon Governo" (EU Expert Group on Good Governance) in qualità di osservatore.
Altre piattaforme istituzionali hanno ugualmente consultato FSE o richiesto il suo sostegno o la sua perizia (in particolare nel campo della sicurezza). Si può per esempio menzionare il think-thank degli esperti del calcio dell'UE e il loro programma di formazione per ufficiali di polizia, di cui l'obiettivo era la promozione di strategie di polizia innovative, mettendo l'accento sulla de-escalation delle tensioni e la comunicazione.
FSE organizza anche delle riunioni nell'ambito del suo lavoro di lobbying e cerca di rendere più visibili le sue azioni così come le azioni locali dei suoi membri presso le federazioni nazionali gioco calcio, le autorità locali, le squadre e i media (per esempio nell'ambito dell'Assemblea dei Tifosi Europei o attraverso un trattamento individuale delle richieste dei membri).

## Pubblicazioni
- REVIVE THE ROAR! special edition – The vision of Football Supporters Europe [collegamento interrotto], su fanseurope.org.
- REVIVE THE ROAR! No 2 – The FSE Media guide [collegamento interrotto], su fanseurope.org.
- REVIVE THE ROAR! No 3 – KNOW YOUR RIGHTS! Vol.1, su fanseurope.org. URL consultato il 10 settembre 2013 (archiviato dall'url originale il 27 settembre 2013).
- Supporters Charters in Europe – A Handbook for Supporters, Clubs Associations and Leagues (2013), su fanseurope.org. URL consultato il 10 settembre 2013 (archiviato dall'url originale il 27 settembre 2013).
- Fans’ Embassies – A Handbook, su fansembassy.org. URL consultato il 10 settembre 2013 (archiviato dall'url originale l'11 luglio 2015).
- EFFC 2008 Report (PDF), su fanseurope.org. URL consultato il 10 settembre 2013 (archiviato dall'url originale il 18 maggio 2012).
- EFFC 2009 Report, su fanseurope.org. URL consultato il 10 settembre 2013 (archiviato dall'url originale il 26 febbraio 2016).
- EFFC 2010 Report [collegamento interrotto], su fanseurope.org.
- EFFC 2011 Report [collegamento interrotto], su fanseurope.org.
- EFFC 2012 Report [collegamento interrotto], su fanseurope.org.